# Chiesa di Santa Margherita (Jaroměřice nad Rokytnou)
La chiesa di Santa Margherita (in ceco Kostel svaté Markéty) è la parrocchiale che si trova nel complesso del castello di Jaroměřice nad Rokytnou, comune del Distretto di Třebíč nella Regione di Vysočina, Repubblica Ceca. La chiesa barocca appartiene alla diocesi di Brno, sede della Chiesa cattolica nella Repubblica Ceca suffraganea dell'arcidiocesi di Olomouc ed è stata edificata nel XVIII secolo.

## Storia

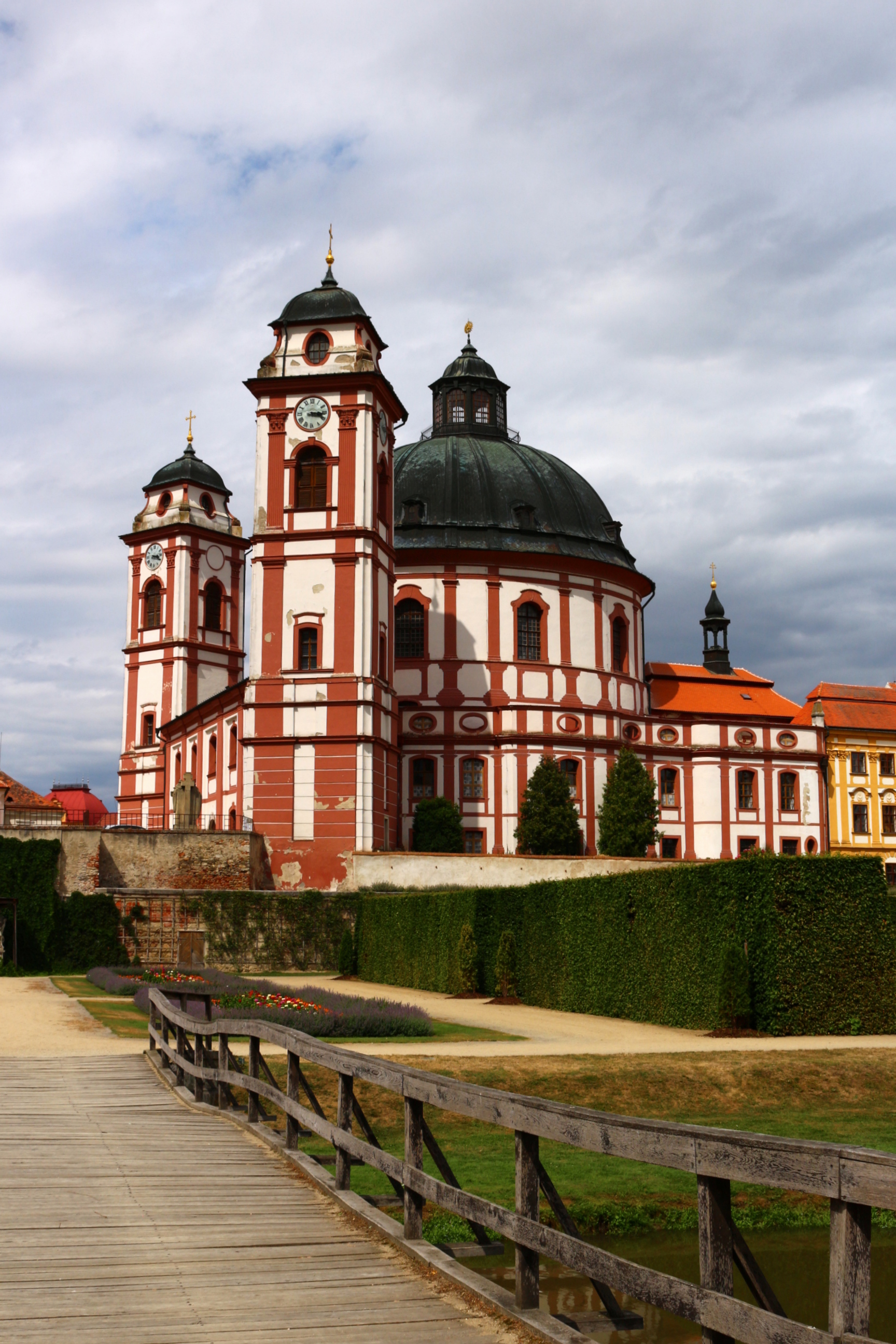
Immagine della chiesa nella quale sono visibili le due torri campanarie

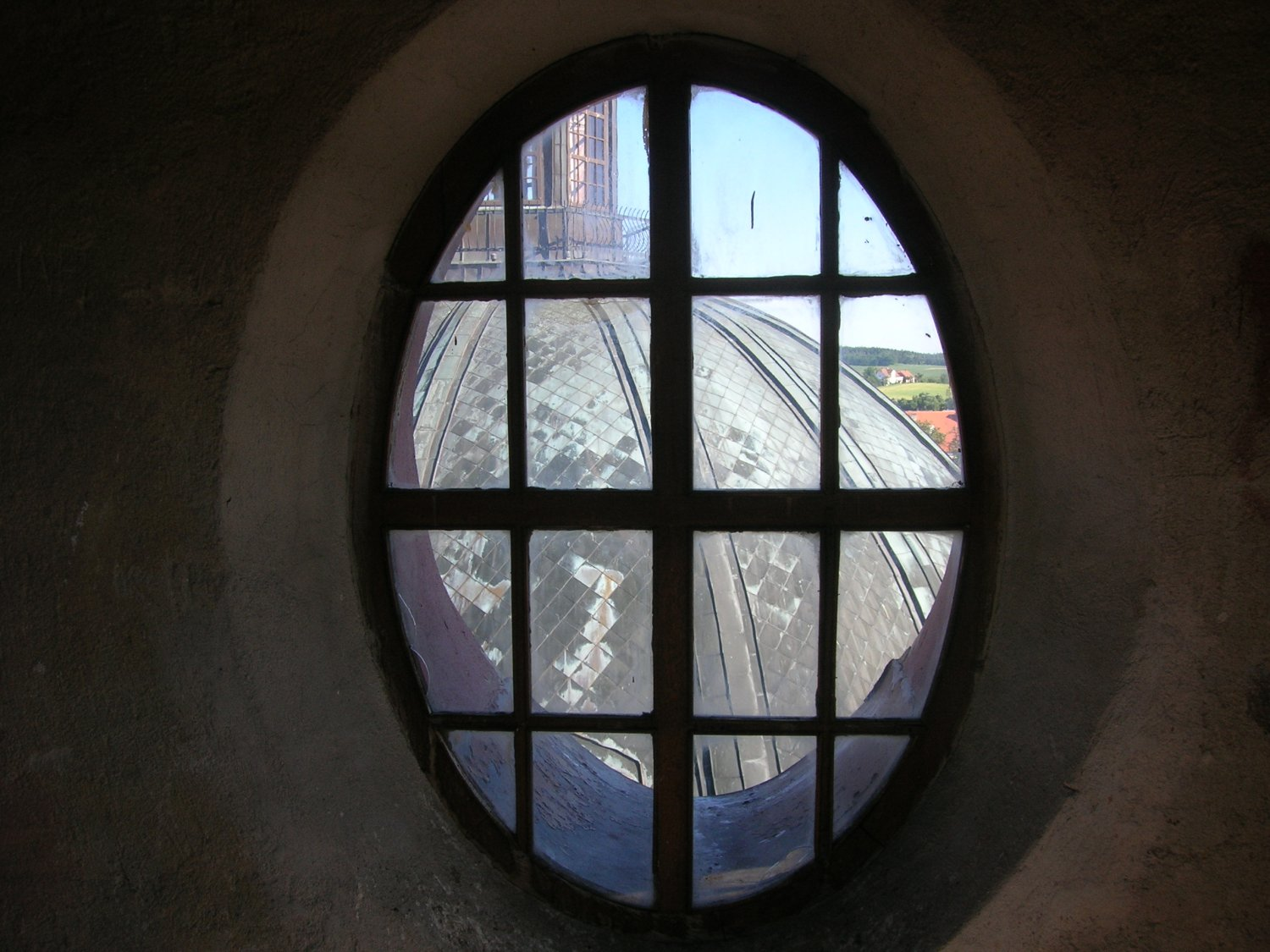
Vista della cupola da una finestra ellittica della vicina torre campanaria

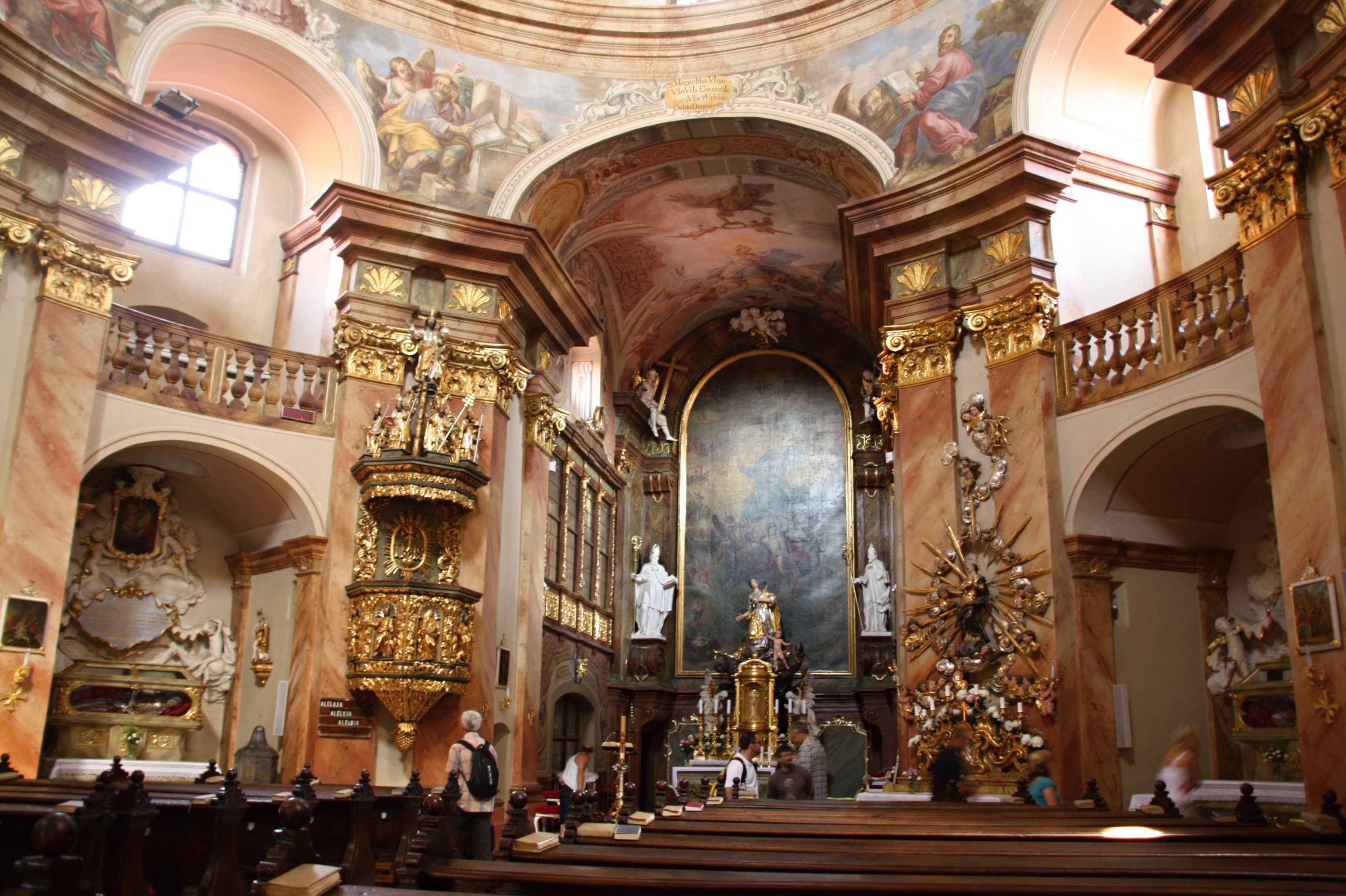
Interno della navata

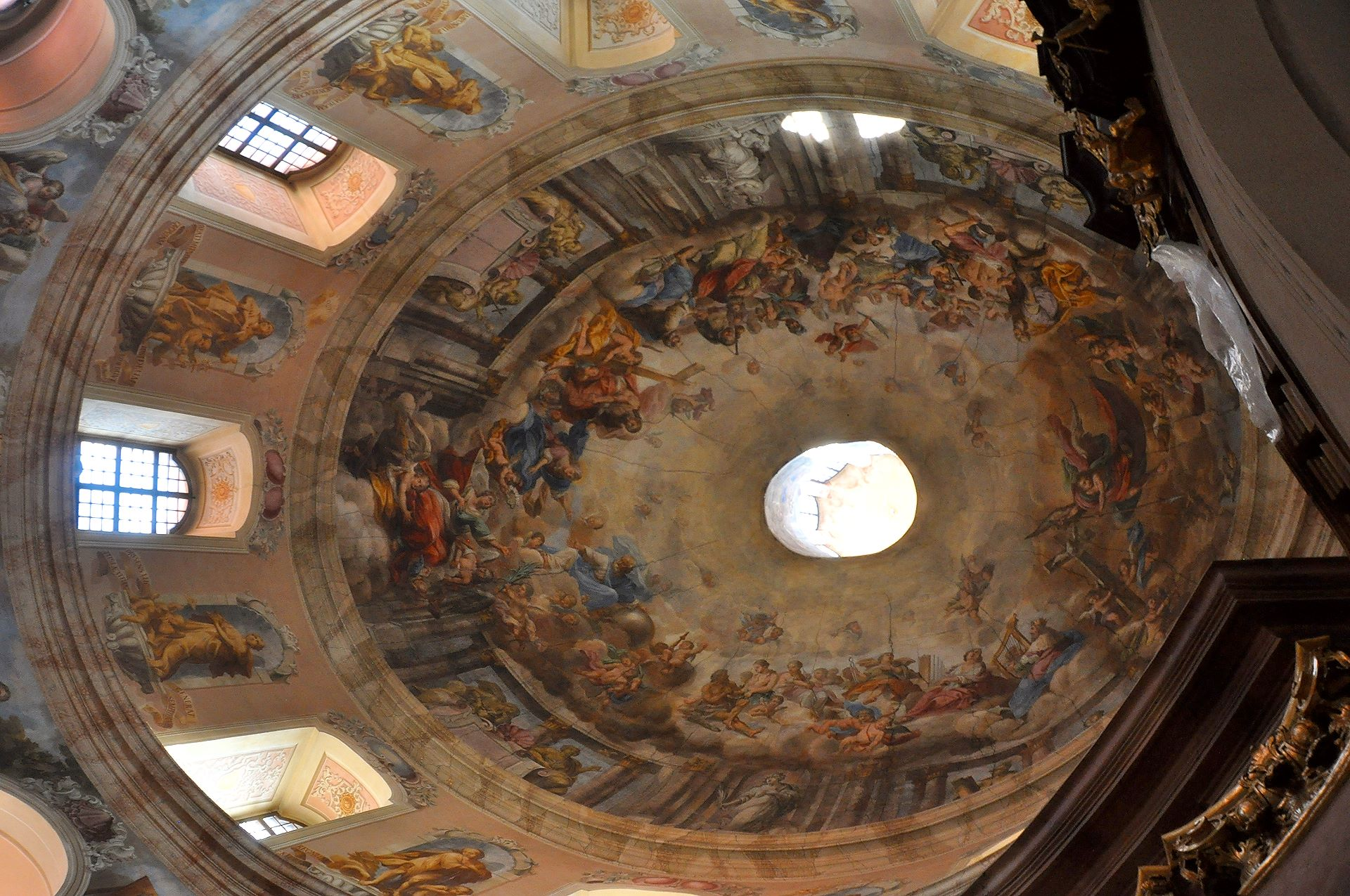
Affresco all'interno della cupola al centro della navata

Dove sorge la chiesa che ci è pervenuta era presente sin dal XIV secolo un preesitente luogo di culto. Questa vecchia chiesa fu distrutta da un grande incendio il 2 luglio 1631 e l'incendio coinvolse il centro abitato, il municipo e lo stesso castello. La torre campanaria intanto venne completata nel XVI secolo. Della struttura precedente rimase comunque poco e l'edificazione del tempio recente venne progettato da Jakub Prandtauer con la probabile collaborazione dell'architetto viennese Johann Lucas von Hildebrandt. Il cantiere per la ricostruzione venne aperto nel 1716 e chiuso solo nel 1782, oltre mezzo secolo più tardi. Gli ultimi interventi di restauro conservativo sono stati realizzati nel 2022. Tali lavori hanno riguardato in particolare l'affresco sul soffitto, unico per il valore storico e artistico, la modifica delle superfici murarie e il ripristino degli elementi architettonici lapidei.
Nei primi tempi dopo la sua ricostruzione la chiesa, collegata all'ala occidentale del castello, venne utilizzata dalla famiglia del conte Jan Adam Questenberg come cappella del suo castello oltre che essere luogo di culto del decanato di Jaroměřice.

## Descrizione

### Esterni
La chiesa è parte integrante del complesso del castello di Jaroměřice nad Rokytnou, comune della Regione di Vysočina, Repubblica Ceca. Posta sulla parte sinistra della facciata del castello si distingue per le diverse colorazioni delle pareti esterne, per le due grandi torri campanarie e per la cupola imponente. Dai campanili si gode della vista sull'intero giardino barocco del castello.

### Interni
La navata interna è unica ma di grandi dimensioni ed a base leggermente ellittica. Il punto maggiormente interessante della sala è il grande affresco sul soffitto della volta della cupola che ha una superficie di circa 450 metri quadrati ed è attribuito a Karel František Tepper mentre l'autore dei dipinti nel presbiterio è František Antonín Findt. Gli arredi interni più comprendono un fonte battesimale in peltro risalente al 1612 e un pulpito del 1698, mentre le altre decorazioni risalgono alla prima metà del XVIII secolo. La pala d'altare raffigura la Creazione della Luce.

### Monumento culturale della Repubblica Ceca
La tutela dei monumenti della Repubblica Ceca considera il complesso del castello di Jaroměřice nad Rokytnou, che comprende la sua chiesa di Santa Margherita, un monumento culturale tutelato col numero di catalogo 1000137555.